# Gilbert Richard
Gilbert Richard, de son vrai nom Gilbert Hecquet, né le 14 décembre 1928 à Chépy (Somme), est un producteur et animateur de télévision, qui connut son heure de gloire dans les années 1960 et 1970.

## Biographie

### Famille
Natif de Chépy, dans la Somme, Gilbert Hecquet est le fils de Albert Hecquet et de Marie-Adélaïde Richard. Il prendra comme nom de scène le patronyme de sa mère.
Il se marie en 1949, à Amiens, avec Gisèle Tupigny, ils auront trois enfants : Alain Hecquet (directeur de diffusion de France Televisions), Martine (retirée dans la région nantaise) et Gérard (tragiquement décédé en 2000). En 1981, son épouse, Gisèle décède. Quatre ans plus tard, en 1985, il se remarie[réf. nécessaire] à Las Vegas avec Monique Rémond.

### Carrière
À l’âge de 17 ans, Mustapha Amar, directeur du célèbre cirque portant son nom, le "baptise" le plus jeune Monsieur Loyal jamais en piste, servant de "faire-valoir" aux grands clowns italiens les Dario-Bario (parents des trois Bario, par la suite devenus célèbres grâce à la télévision).
Dans les débuts des années 1950, en compagnie de l’explorateur Paul Berthollet, Gilbert Richard participe à (+ ou -) 700 conférences scolaires sur la protection de la faune et de la flore, conférences placées sous l'égide de l'Éducation nationale. Il organise, aussi, les tournées "New-Orléans Parade" patronnées par le Hot Club de France, produisant plusieurs jazzmen américains de réputation internationale.
C'est en 1958, qu'il imagine une opération publicitaire d'un style innovant à la demande des frères Leroux qui, compte tenu des résultats, obtiendront le quasi-monopole de la vente de chicorée en France[réf. nécessaire].
Jean Nohain le découvre en 1961 à l’occasion du lancement des Chaussettes Noires (groupe d'Eddy Mitchell), sur une initiative de Lucien Morisse, directeur artistique d'Europe 1.
Plus tard, il produit et anime de nombreuses émissions télévisées pour la Jeunesse (1re et 2e chaîne), avec des partenaires attitrés célèbres tels que Henri Salvador, Claude François, Sheila, ainsi que sur la RAI (environ 2 000 émissions de 1961 à 1975). Au cours de sa carrière, il animera, environ, 5 000 spectacles tant à Paris, qu'en province, que sur les plages.
Il a, à son actif, également, la création en 1971 de la société « R3-Gilbert Richard-Télévision » qu’il préside jusqu’en 1992.
En 1980, Maurice Caradet, Grand Inspecteur des Finances, futur premier Président de la société de la Loterie Nationale et du Loto National, lui confie la production des tirages télévisés : Loto National, Tac-o-Tac, Loto Sportif, Tapis Vert, etc., fonction qu’il assurera jusqu’en 1992, avant de mettre un terme définitif à sa carrière professionnelle.
Pour mémoire, entre 1960 et 1975, il avait créé, dirigé et animé pendant ces 15 années plusieurs Cirques d'été, dans un premier temps pour la presse enfantine : Spirou, Pif, Tintin et, en 1971, en collaboration avec le grand hebdo de télévision Télé 7 Jours, dirigé à l'époque par Jean Diwo.
Gilbert Richard vit toujours à Cannes où il s'est retiré en 1994.

## Titres des séries de ses principales Animations et Productions TV
- 1961 - Reporter dans Soyez les Bienvenus de Jean Nohain, avec Gabrielle Sainderichin, 1ère chaîne
- 1962 - 1964 - Le Train de la Gaité en coproduction avec Jean Nohain et Gabrielle Sainderichin, 1re chaîne
- 1964 - Télété avec Jacqueline Joubert, les dimanches d'été sur la 1re chaîne
- 1964 - 1965 - Le Grand Club, dont l'inauguration du Théâtre 102 de la Maison de la Radio, coproduction avec Jean Nohain, Gabrielle Sainderichin et Alice Dona 1re chaîne
- 1965 - Le jeu télévisé du Jumelle-Basket, 1re chaîne
- 1965 - Tout feu… Tout flamme, 1re chaîne
- 1966 - Nous qui verrons la lune 1re chaîne avec Sacha Distel
- 1967 - Le Grand Chef, Jeu télévisé 1re chaîne
- 1968 - 1970 - La Route du Jeudi, en coproduction avec Jean Nohain et Gabrielle Sainderichin 1re chaîne
- 1970 - Production d'une série d'émissions quotidiennes italiennes pour les "Fêtes de fin d'année" (jeux et variétés de la R.A.I.)
- 1971 - La Poule aux œufs d'or, conte musical sur la 1re chaîne
- 1971 - Flonflon (ou Flon-Flon), 1re chaîne. Jeu télévisé destiné aux jeunes téléspectateurs, avec un petit personnage créé par le dessinateur Jean Ache, devenu rapidement très populaire[6],[7],
- 1971 - Loto-Tirelire, 1re chaîne, création du jeu du coffre-fort,
- 1971 - Jeudi-Champion avec Danièle Gilbert et Achille Zavatta, 1re chaîne
- 1971 - Le Biltch, jeu de la 2e chaîne
- 1971 - Les Clés du Trésor (jeu d'été), 1re chaîne,
- 1972 - Compte à Rebours, (Porte-Avions, Sous-Marins, Grands Trains SNCF, Mirages…)  1re chaîne
- 1972 - Championnat des Jeunes Conducteurs, animation d'une série de Jacques Antoine pour la Prévention Routière, 1re chaine
- 1972 - TOUT FEU, TOUT FLAMME avec Christine Delaroche et les "Encore-Utiles" Gérard Klein, Topaloff, Hubert (Europe 1) et Jean-Louis Foulquier.
- 1972 - 1973 - La Grande Bulle, variétés pour la jeunesse en compagnie de Claude François et Henri Salvador, 1re chaîne
- 1973 - Tous témoins, 1re chaîne,
- 1973 -  7 PARTOUT, jeu d'été de la 1re chaîne, "PAPA TETE EN L'AIR" avec Henri Salvador 1re chaîne
- 1974 - Papa Tête en l'Air, (jeux et variétés) avec Henri Salvador et Les Bario, 1re chaîne
- 1980 à 1992 - Producteur sur TF1 des Tirages Télévisés du Loto National  (Loto National, Loto Sportif, Tac-O-Tac, Tapis Vert…)
- 1990 - -France 2-, coproduction avec Francis Lebel de "Partir à 2" (Animateur : Lionel Cassan)